# Davie-Pappel

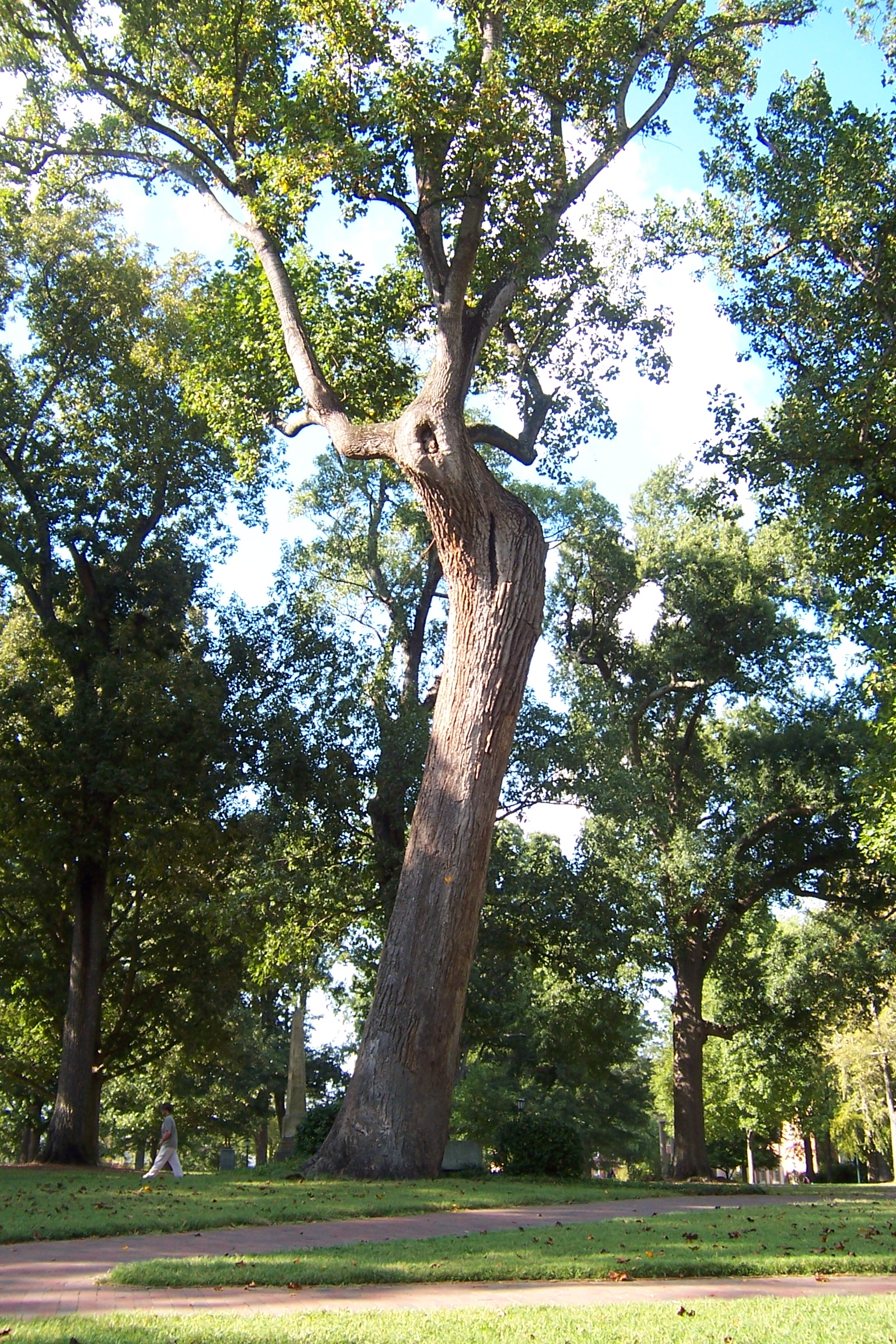
Der Legende nach wird die Universität von North Carolina so lange gedeihen wie die Davie-Pappel steht.

Die Davie-Pappel ist ein großer Tulpenbaum (Liriodendron tulipifera) mit einem geschätzten Alter von 300 bis 375 Jahren. Der Baum steht auf dem Campus der University of North Carolina at Chapel Hill. Er wurde als Davie-Pappel benannt zu Ehren von William Richardson Davie, einem General aus dem Amerikanischen Unabhängigkeitskrieg und Gründer der Universität.
Der Baum war bereits ein großes Exemplar als die Pläne für die Universität im Jahre 1792 gemacht wurden. Die Legende erzählt, dass Davie persönlich, nach einem guten Sommerpicknick unter dem Baum den Platz des Universitätsgeländes um den Baum herum wählte. Diese Geschichte stimmt allerdings nicht, denn der Standort der Universität wurde von einem sechsköpfigen Komitee im Jahre 1792 ausgewählt. Der Baum wurde erst fast ein Jahrhundert später von Cornelia Phillips mit dem Namen Davie benannt, um an diese Legende zu erinnern.
Die hartnäckigste mit dem Baum verbundene Legende erzählt, dass, solange die Davie-Pappel stehen bleibt, es auch der Universität gut gehen und sie wachsen wird. Wenn der Baum jedoch fällt, soll auch die Universität dem Untergang geweiht sein. Aus diesem Grund wurden viele Maßnahmen getroffen, um den Baum zu erhalten.